# 紀元前
紀元前 （きげんぜん） は、紀年法において紀元（元年、すなわち1年）よりも前の年々を表現する方法である。紀元1年の前年が紀元前1年であり、過去に遡る度に紀元前2年、紀元前3年…と、数値の絶対値が増加する。
現在の日本で単に「紀元前」と言った場合、通常は西暦（キリスト紀元）の紀元前を指す。この紀年法は、天文学的紀年法による西暦とは1年のずれがあることに注意しなければならない。

## 概要
西暦の紀元前であることを明示したいときは、西暦前、西暦紀元前、キリスト紀元前などと言う。英語では「～（年） BC」（BC:Before Christの略）といった形で使われるが、非キリスト教との関係から「BC」から 「BCE」（Before Common Eraの略） への切り替えが広がっており、AD (Anno Dominiの略、「主（イエス・キリスト）の年に」の意)もCE（ Common Era の略、「共通紀元」の意）に切り替わっていっている）。

天文学などでは、紀元前を用いず、ゼロおよび負数を用いた西暦年数（西暦0年、西暦 -1年、西暦 -2年など）が用いられる。この場合はその年数が紀元前の年数とは1年だけずれることに特に注意が必要である。
例えば、ユリウス通日の起点は紀元前4713年1月1日正午（世界時）であるが、これは西暦 -4712年1月1日正午（世界時）のことである。

## 発案
紀元1年から1年ずつさかのぼり、紀元前1年、紀元前2年、紀元前3年…と年数を逆行させて呼称する、この紀年法は17世紀のフランスイエズス会の神学者ディオニシウス・ペタヴィウス Dionysius Petavius（1583-1652）、別名ドニ・プト（en:Denis Pétau）の発案によるものであり、18世紀に一般に広まった。

西暦紀元前は、本来は「イエス・キリスト生年前」として定義された。ただし、現在では、イエス・キリストの生年が西暦1年だったとは考えられていない。様々な説があるが、紀元前7年〜紀元前4年頃というのが定説である。

### ペタヴィウス以前
ペタヴィウス以前にもベーダやスレイダヌスなどが個別の年号について使用した例、1474年にケルンの一修道士が使用していた実例が知られているが、いずれも部分的か孤立した例に過ぎなかった。これに対してペタヴィウスは体系的に使用しており、しかも彼は全ヨーロッパに広く影響力を持っていた年代学者であった。したがって彼をもって創始者とすることは間違いではない。

## 天文学における西暦
天文学においては、紀元前を使用せず、その代わりに西暦に0（ゼロ）または負記号をつけて用いる（天文学的紀年法）。
その理由は、紀元前の年数を用いたのでは整数の演算規則に反することとなり、西暦1年をまたぐ年数計算（減法）が面倒になったり誤りが起きてしまうからである。
天文学における紀年法では、紀元前1年は「西暦0年」、紀元前2年は「西暦 -1年」、紀元前3年は「西暦 -2年」…と表現されるので、「キリスト紀元による紀元前」に比べて絶対値が1だけ少なくなることに注意を要する。例えばカエサル（ジュリアス・シーザー）が暗殺された紀元前44年は、西暦-43年である。
- 通常の紀年法：紀元前4年 →紀元前3年 →紀元前2年 →紀元前1年 →紀元1年 →紀元2年 →紀元3年
- 天文学での紀年法：西暦 -3年 →西暦 -2年 →西暦 -1年 →西暦 0年 →西暦 1年 →西暦 2年 →西暦 3年

通常の紀年法の二元的なイメージ：

天文学的紀年法が準拠する数直線：
例：紀元2年（ = 西暦 2年）から紀元前4年（ = 西暦 -3年）までの年数の算出法
- 通常の紀年法：2 - (-4) - 1 = 5年（紀元前1年を跨ぐ場合には、1年を減じなければならない）
- 天文学での紀年法：2 - (-3) = 5年（紀元前1年を跨がない場合の年数の算出方法と同じである）

## 中立的な表現
非キリスト教徒に配慮し、例えば、英語ではAnno Dominiを（Common Era - C.E. ）とし、紀元前をBefore Common Era - B.C.E.と言い換える動きがある。
日本語では、「紀元」や「西暦」などそもそもキリスト教的な要素がない語を使うため、あまり問題にならない。

## 文献
- 岡崎 勝世『聖書vs.世界史 キリスト教的歴史観とは何か』講談社〈講談社現代新書1321〉、1996年。ISBN 4-06-149321-3。